# Julie Bondeli
Julie Bondeli, född 1 januari 1732 i Bern, död 8 augusti 1778 i Neuchâtel, var en schweizisk salongsvärd. 
Hon var medlem av en patricierfamilj i Bern. Hon fick en mycket hög utbildning och var känd för sina hårda studier och breda kunskaper. Efter att hon drabbades av smittkoppor som förstörde hennes utseende blev det svårt för henne att gifta sig. Från 1752, vid tjugo års ålder, höll hon i stället en vetenskaplig salong i Bern som blev ett centrum för stadens kulturliv. I salongen arrangerades bland annat dans och teater, och hon uppmuntrade även till grundandet av en offentlig teater i staden. Hon hade 1759 en förbindelse med Christoph Martin Wieland, och brevväxlade från 1762 med Rousseau.